# 马尔万·巴尔古提

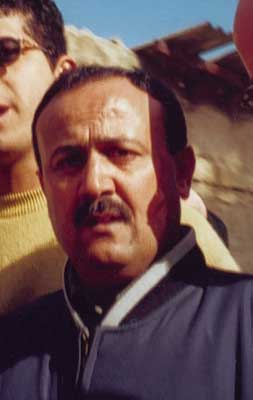
马尔万·巴尔古提

马尔万·巴尔古提（阿拉伯語： مروان البرغوثي，1959年6月6日—）是巴勒斯坦國政治人物，他支持兩國方案。 阿克萨群众起义爆發後，2002年，他被以色列逮捕。以色列方面以其參與謀殺5人為由判處終身監禁。 